# Varsha Ragoobarsing
Varsha Ragoobarsing (sinh 1992) là một người mẫu người Mauritian và là người giữ danh hiệu là người chiến thắng tại cuộc thi Hoa hậu Estrella Mauritius 2018. Cô đại diện cho đất nước Mauritius tại cuộc thi Hoa hậu Hoàn vũ 2018.

## Cuộc sống cá nhân
Ragoobarsing là chủ tịch và là người sáng lập Tổ chức phi chính phủ (NGO) Anou Apran ở Mauritius. Cô có bằng cử nhân lĩnh vực nghiên cứu Quản trị và quản trị kinh doanh, Lớp phổ thông đầu tiên, Lớp hạng nhất, Phân biệt luận văn tại Viện Đông về học tập tích hợp trong quản lý và bằng cử nhân khoa học trong lĩnh vực quản lý kinh doanh của ngành quản trị kinh doanh, Quản trị và Điều hành) tại Học viện kế toán quản trị.

## Cuộc thi

### Miss Eco Mauritius 2016
Ragoobarsing đã đăng quang Miss Eco Mauritius 2016 và sau đó dự thi tại Miss Eco Universe 2016 ở Ai Cập.

### Miss Eco Universe 2016
Ragoobarsing đại diện cho đất nước Mauritius của mình tại đấu trường Miss Eco Universe 2016 tổ chức ở Ai Cập nhưng cô đã không có giải.

### Hoa hậu Estrella Mauritius 2018
Ragoobarsing đã đăng quang Miss Estrella Mauritius 2018 diễn ra vào ngày 5 tháng 5 năm 2018 tại khách sạn Angsana ở Balaclava.

### Hoa hậu Hoàn vũ 2018
Ragoobarsing đại diện cho Mauritius tại cuộc thi Hoa hậu Hoàn vũ 2018.